# Chiara Martegiani
Chiara Martegiani (Rimini, 12 agosto 1987) è un'attrice italiana, nota per essere stata la protagonista nella pellicola Ride, della serie Antonia e per le sue interpretazioni nei film Meno male che ci sei e Maternity Blues.

## Filmografia

### Cinema
- Sono viva, regia di Dino e Filippo Gentili (2008)
- Un gioco da ragazze, regia di Matteo Rovere (2008)
- Meno male che ci sei, regia di Luis Prieto (2009)
- Maternity Blues, regia di Fabrizio Cattani (2011)
- La terra e il vento, regia di Sebastian Maulucci (2013)
- Crushed Lives - Il sesso dopo i figli, regia di Alessandro Colizzi (2015)
- Cronaca di una passione, regia di Fabrizio Cattani (2016)
- Ride, regia di Valerio Mastandrea (2018)
- Diabolik - Chi sei?, regia di Marco e Antonio Manetti (2023)

### Televisione
- Il commissario Manara – serie TV, episodio 2x08 (2011)
- Sanctuary – serie TV, 8 episodi (2019)
- L'ispettore Coliandro – serie TV, episodio 8x01 (2021)
- Antonia – serie TV, 6 episodi (2024-in corso)

## Riconoscimenti
- Nastro d'argento
  - 2019 – Premio Guglielmo Biraghi[3]